# 1817 у літературі

## Твори
- Справжня добрість — вірш Петра Гулака-Артемовського
- Побачили світ два романи Джейн Остін, надруковані посмертно: «Переконання» та «Нортенґерське абатство».
- Вальтер Скотт опублікував роман «Роб Рой».
- Джордж Гордон Байрон написав драматичну поему «Манфред».

## Народилися
- Микола Костомаров — український історик, письменник, літературознавець і критик, фольклорист, видавець, політичний і громадський діяч.
- Михайло Петренко — український поет-романтик.